# Постоянный идентификатор объекта
В разработке баз данных постоянный идентификатор объекта (POID) — это уникальный идентификатор записи в таблице, используемый в качестве первичного ключа. Важные характеристики POID заключаются в том, что они не содержат бизнес-информацию и, обычно, не экспортируются или иным образом не становятся видимыми для пользователей данных; как таковой POID имеет многие характеристики суррогатного ключа. Основная цель POID — работать как первичный ключ в таблице, где он определен, и позволять ссылаться на него как на внешний ключ в других таблицах. Поскольку POID, как и суррогатные ключи, не несут бизнес-информацию, они невосприимчивы к изменениям формы или значения бизнес-данных.

## В PostgreSQL
В PostgreSQL в качестве постоянного идентификатора объекта используется поле с названием OID, имеющее предопределённый тип OID. Его представление - четырёхбайтное целое число, для которого определены дополнительные операторы. Его использование было обязательным в таблицах до версии 7.2.8, также оно используется для идентификации ряда системных структур. Однако, в силу четырёхбайтового представления OID в PostgeSQL перестал быть пригодным для обеспечения уникальности ссылки на данные в современных больших по объёму базах данных или, даже, отдельных таблицах.